# Copa Millenium
La Copa Millenium (oficialmente, Millennium Super Soccer Cup, también conocida como Sahara Cup por razones de patrocinio con la marca Sahara India Pariwar) fue un torneo de exhibición que se disputó en la India desde el 10 al 25 de enero de 2001. Originalmente concebido como un torneo que reuniría a las mejores selecciones del mundo, terminó siendo recordado por sus fallos organizacionales, promesas incumplidas sobre la venida de ciertos equipos o jugadores, poco entusiasmo del público en las tribunas y por la negativa de varias selecciones a disputar el torneo, lo que concluyó con tres selecciones retirándose antes de la fase de grupos y una cuarta selección retirándose antes de disputar el partido por el tercer lugar.
Yugoslavia se coronó campeona del torneo, tras derrotar en la final a Bosnia y Herzegovina por 2:0. Japón completó el podio tras la negativa de Chile de disputar el partido por el tercer lugar, principalmente debido a desacuerdos monetarios con la Federación de Fútbol de la India y Studio 2100, las entidades organizadoras del torneo.

## Sedes
El torneo se disputó en 3 subsedes.
| Calcuta               | Cochín                   | Margao            |
| --------------------- | ------------------------ | ----------------- |
| Salt Lake Stadium     | Estadio Jawaharlal Nehru | Estadio Fatorda   |
| Capacidad: 120 000    | Capacidad: 60 000        | Capacidad: 35 000 |
|                       |                          |                   |
| Calcuta Cochín Margao |                          |                   |

## Equipos participantes
Participaron 13 selecciones provenientes de 3 confederaciones.
| AFC (7) - Baréin - Bangladés - Hong Kong - India (anfitrión) - Japón XI - Jordania - Uzbekistán | UEFA (4) - Bosnia y Herzegovina - Islandia - Rumania XI - RF de Yugoslavia CONMEBOL (2) - Chile - Uruguay |

### Selecciones que declinaron participar
Las siguientes selecciones declinaron participar del torneo, ya sea antes o durante su ejecución:
- Camerún. Originalmente sorteada en el Grupo 3, abandonó el torneo el 10 de enero sin dar motivo alguno.
- El Salvador. Recibió una invitación para reemplazar a Camerún, pero la rechazó argumentando problemas con las visas.
- Indonesia. Originalmente sorteada en el Grupo 2, Indonesia envió a un club de fútbol en su representación, el Harimau Tapanuli, en lugar de la selección nacional. Tras un reclamo recibido por la Federación India debido a que no podían inscribir a jugadores extranjeros, el club decidió abandonar el torneo.
- Irak. Originalmente sorteada en el Grupo 1, abandonó el torneo el 8 de enero sin dar motivo alguno.
- Nueva Zelanda. En un inicio, la selección neozelandesa había aceptado la invitación al torneo como preparativo para las rondas clasificatorias para la Copa Mundial de Fútbol de 2002, que se disputaron en junio de ese año. No obstante, problemas logísticos y un consejo recibido por la AFC derivaron en su abandono.
- Panamá. Recibió una invitación para reemplazar a Irak, pero la rechazó argumentando problemas con las visas.

### Sorteo
El sorteo de grupos se realizó en Nueva Delhi el 29 de diciembre de 2000.
Nota: Entre paréntesis, la posición en el ranking FIFA en el momento del sorteo.
| Grupo 1 (Cochín)                                                          | Grupo 2 (Cochín)                                      | Grupo 3 (Margao)                                         | Grupo 4 (Calcuta)                                  |
| ------------------------------------------------------------------------- | ----------------------------------------------------- | -------------------------------------------------------- | -------------------------------------------------- |
| RF de Yugoslavia (10) Bosnia y Herzegovina (78) Irak (79) Bangladés (151) | Uruguay (32) Islandia (50) Indonesia (97) India (122) | Rumania (13) Camerún (39) Jordania (105) Hong Kong (123) | Chile (19) Uzbekistán (71) Japón (38) Baréin (138) |

Árbitros
Halim Abdul Hamid  Malasia
G. C. Deshapriya  Sri Lanka
Bala Sundaraj  India
A. M. Yapa  Sri Lanka
S. Saleerajan  Malasia
Binod Kumar Singh  India
P. K. Bose  India
Hassan Marshoud  Jordania
Rungkly Mangkol  Tailandia

## Primera Fase
Los horarios corresponden a la hora de India, IST (UTC +5:30).

### Grupo 1
| Pos. | Equipo               | Pts. | PJ | PG | PE | PP | GF | GC | Dif. |
| ---- | -------------------- | ---- | -- | -- | -- | -- | -- | -- | ---- |
| 1.º  | RF de Yugoslavia     | 4    | 2  | 1  | 1  | 0  | 5  | 2  | 3    |
| 2.º  | Bosnia y Herzegovina | 4    | 2  | 1  | 1  | 0  | 3  | 1  | 2    |
| 3.º  | Bangladés            | 0    | 2  | 0  | 0  | 2  | 1  | 6  | −5   |
| -.º  | Irak                 | 0    | 0  | 0  | 0  | 0  | 0  | 0  | 0    |

|  | Equipos clasificados a la Segunda Fase |
|  | Equipo que abandonó la competición     |

| 12 de enero de 2001 | Bosnia y Herzegovina | 2:0 (0:0) | Bangladés | Estadio Jawaharlal Nehru, Cochín |  |
| 19:30               | Hota 55' 58'         | Reporte   |           |                                  |  |

| 14 de enero de 2001 | RF de Yugoslavia | 1:1 (0:0) | Bosnia y Herzegovina | Estadio Jawaharlal Nehru, Cochín |                               |
| 17:30               | Petković 86'     | Reporte   | Bešlija 75'          | Árbitro(s): Halim Abdul Hamid    | Árbitro(s): Halim Abdul Hamid |

| 16 de enero de 2001 | RF de Yugoslavia                        | 4:1 (2:1) | Bangladés  | Estadio Jawaharlal Nehru, Cochín |  |
| 19:00               | Ilić 19' 38' · Rašović 80' · Trobok 89' | Reporte   | Hossain 6' |                                  |  |

### Grupo 2
| Pos. | Equipo    | Pts. | PJ | PG | PE | PP | GF | GC | Dif. |
| ---- | --------- | ---- | -- | -- | -- | -- | -- | -- | ---- |
| 1.º  | Uruguay   | 6    | 2  | 2  | 0  | 0  | 5  | 1  | 4    |
| 2.º  | Islandia  | 3    | 2  | 1  | 0  | 1  | 4  | 2  | 2    |
| 3.º  | India     | 0    | 2  | 0  | 0  | 2  | 0  | 6  | −6   |
| -.º  | Indonesia | 0    | 0  | 0  | 0  | 0  | 0  | 0  | 0    |

|  | Equipos clasificados a la Segunda Fase |
|  | Equipo que abandonó la competición     |

| 11 de enero de 2011 | Uruguay                           | 2:1 (2:1) | Islandia       | Estadio Jawaharlal Nehru, Cochín |  |
| 17:30               | Umpiérrez 26' (pen.) · Varela 29' | Reporte   | Hinriksson 32' |                                  |  |

| 13 de enero de 2001 | India | 0:3 (0:1) | Islandia                | Estadio Jawaharlal Nehru, Cochín                             |                                                              |
| 17:00               |       | Reporte   | Guðmundsson 44' 52' 69' | Asistencia: 10 000 espectadores Árbitro(s): G. C. Deshapriya | Asistencia: 10 000 espectadores Árbitro(s): G. C. Deshapriya |

| 15 de enero de 2001 | India | 0:3 (0:1) | Uruguay                                  | Estadio Jawaharlal Nehru, Cochín |                              |
| 17:30               |       | Reporte   | Selages 38' · Varela 58' · Martirena 74' | Árbitro(s): G. C. Deshapriya     | Árbitro(s): G. C. Deshapriya |

### Grupo 3
| Pos. | Equipo    | Pts. | PJ | PG | PE | PP | GF | GC | Dif. |
| ---- | --------- | ---- | -- | -- | -- | -- | -- | -- | ---- |
| 1.º  | Jordania  | 6    | 2  | 2  | 0  | 0  | 3  | 0  | 3    |
| 2.º  | Rumania   | 3    | 2  | 1  | 0  | 1  | 4  | 3  | 1    |
| 3.º  | Hong Kong | 0    | 2  | 0  | 0  | 2  | 2  | 6  | −4   |
| -.º  | Camerún   | 0    | 0  | 0  | 0  | 0  | 0  | 0  | 0    |

|  | Equipos clasificados a la Segunda Fase |
|  | Equipo que abandonó la competición     |

| 11 de enero de 2001 | Rumania | 0:1 (0:0) | Jordania    | Estadio Fatorda, Margao   |                           |
| 15:45               |         | Reporte   | Ibrahim 87' | Árbitro(s): Bala Sundaraj | Árbitro(s): Bala Sundaraj |

| 14 de enero de 2001 | Rumania                                            | 4:2 (2:2) | Hong Kong          | Estadio Fatorda, Margao |                        |
| 15:30               | Zahariuc 4' · Sasu 23' · Sânmărtean 59' · Luca 63' | Reporte   | K. Y. Hung 22' 45' | Árbitro(s): A. M. Yapa  | Árbitro(s): A. M. Yapa |

| 16 de enero de 2001 | Jordania                       | 2:0 (0:0) | Hong Kong | Estadio Fatorda, Margao |  |
| 17:00               | Al-Shaqran 49' · Al-Shboul 84' | Reporte   |           |                         |  |

### Grupo 4
| Pos. | Equipo     | Pts. | PJ | PG | PE | PP | GF | GC | Dif. |
| ---- | ---------- | ---- | -- | -- | -- | -- | -- | -- | ---- |
| 1.º  | Chile      | 9    | 3  | 3  | 0  | 0  | 5  | 0  | 5    |
| 2.º  | Japón      | 6    | 3  | 2  | 0  | 1  | 4  | 1  | 3    |
| 3.º  | Uzbekistán | 3    | 3  | 1  | 0  | 2  | 5  | 4  | 1    |
| 4.º  | Baréin     | 0    | 3  | 0  | 0  | 3  | 0  | 9  | −9   |

|  | Equipos clasificados a la Segunda Fase |

| 10 de enero de 2001 | Uzbekistán | 0:2 (0:1) | Japón                    | Salt Lake Stadium, Calcuta                                |                                                           |
| 15:00               |            | Reporte   | Ota 44' · Horinouchi 87' | Asistencia: 12 500 espectadores Árbitro(s): S. Saleerajan | Asistencia: 12 500 espectadores Árbitro(s): S. Saleerajan |

| 12 de enero de 2001 | Uzbekistán                                                     | 5:0 (2:0) | Baréin | Salt Lake Stadium, Calcuta    |                               |
| 15:30               | Annamotov 15' 66' · Zhdanov 26' (pen.) · Usmankhodjaev 53' 90' | Reporte   |        | Árbitro(s): Binod Kumar Singh | Árbitro(s): Binod Kumar Singh |

| 13 de enero de 2001 | Chile     | 1:0 (1:0) | Japón | Salt Lake Stadium, Calcuta |  |
| 19:00               | Tapia 34' | Reporte   |       |                            |  |

| 15 de enero de 2001 | Chile                  | 2:0 (1:0) | Baréin | Salt Lake Stadium, Calcuta |                        |
| 15:00 | Tapia 29' · Martel 80' | Reporte   |        | Árbitro(s): P. K. Bose     | Árbitro(s): P. K. Bose |
| El partido debía ser disputado el 10 de enero, pero tuvo que ser aplazado por problemas con la indumentaria de la Selección Chilena, la cual estaba retenida en Johannesburgo el día del partido. |                        |           |        |                            |                        |

| 17 de enero de 2001 | Chile                        | 2:0 (1:0) | Uzbekistán | Salt Lake Stadium, Calcuta |                           |
| 17:00               | Villaseca 41' · González 86' | Reporte   |            | Árbitro(s): S. Saleerajan  | Árbitro(s): S. Saleerajan |

| 17 de enero de 2001 | Baréin | 0:2 (0:1) | Japón                | Salt Lake Stadium, Calcuta    |                               |
| 19:00               |        | Reporte   | Ota 39' · Sekine 79' | Árbitro(s): Binod Kumar Singh | Árbitro(s): Binod Kumar Singh |

## Segunda fase

### Cuadro de desarrollo
|  | Cuartos de final            | Cuartos de final      |                       |       | Semifinales            | Semifinales            |  |  | Final                 | Final |
|  |                             |                       |                       |       |                        |                        |  |  |                       |       |
|  | 18 de enero – Cochín        |                       |                       |       |                        |                        |  |  |                       |       |
|  |                             |                       |                       |       |                        |                        |  |  |                       |       |
|  | Uruguay                     | 2                     |                       |       |                        |                        |  |  |                       |       |
|  | Uruguay                     | 2                     | 22 de enero – Calcuta |       |                        |                        |  |  |                       |       |
|  | Bosnia y Herzegovina (t.s.) | 3                     |                       |       |                        |                        |  |  |                       |       |
|  | Bosnia y Herzegovina (t.s.) | 3                     | Bosnia y Herzegovina  | 1     |                        |                        |  |  |                       |       |
|  | 20 de enero – Calcuta       |                       | Bosnia y Herzegovina  | 1     |                        |                        |  |  |                       |       |
|  |                             | Chile                 | 0                     |       |                        |                        |  |  |                       |       |
|  | Chile                       | Chile                 | 0                     | 2     |                        |                        |  |  |                       |       |
|  | Chile                       |                       | 25 de enero – Calcuta | 2     |                        |                        |  |  |                       |       |
|  | Islandia                    | 0                     |                       |       |                        |                        |  |  |                       |       |
|  | Islandia                    | 0                     | Bosnia y Herzegovina  | 0     |                        |                        |  |  |                       |       |
|  | 20 de enero – Margao        |                       | Bosnia y Herzegovina  | 0     |                        |                        |  |  |                       |       |
|  |                             | RF de Yugoslavia      | 2                     |       |                        |                        |  |  |                       |       |
|  | RF de Yugoslavia            | RF de Yugoslavia      | 2                     | 2     |                        |                        |  |  |                       |       |
|  | RF de Yugoslavia            | 23 de enero – Calcuta |                       | 2     |                        |                        |  |  |                       |       |
|  | Rumania                     | 0                     |                       |       |                        |                        |  |  |                       |       |
|  | Rumania                     | 0                     | RF de Yugoslavia      | 1     | Tercer y cuarto puesto | Tercer y cuarto puesto |  |  |                       |       |
|  | 21 de enero – Calcuta       |                       | RF de Yugoslavia      | 1     | Tercer y cuarto puesto | Tercer y cuarto puesto |  |  |                       |       |
|  |                             | Japón                 | 0                     |       |                        |                        |  |  |                       |       |
|  | Jordania                    | Japón                 | 0                     | 0     | Chile                  |                        |  |  |                       |       |
|  | Jordania                    |                       |                       | 0     | Chile                  |                        |  |  |                       |       |
|  | Japón                       | 4                     |                       | Japón | w/o                    |                        |  |  |                       |       |
|  | Japón                       | 4                     |                       |       | w/o                    |                        |  |  |                       |       |
|  |                             |                       |                       |       |                        |                        |  |  | 25 de enero – Calcuta |       |
|  |                             |                       |                       |       |                        |                        |  |  |                       |       |

### Cuartos de final
| 18 de enero de 2001 | Uruguay                   | 2:3 (2:2, 1:1) (t. s.) | Bosnia y Herzegovina                          | Estadio Jawaharlal Nehru, Cochín |  |
| 19:00               | Pereira 12' · Segales 59' | Reporte                | Kavazović 40' · Muharemović 83' · Bešlija 97' |                                  |  |

| 20 de enero de 2001 | RF de Yugoslavia          | 2:0 (2:0) | Rumania | Estadio Fatorda, Margao    |                            |
| 16:30               | Ilić 30' · Bogdanović 45' | Reporte   |         | Árbitro(s): Balu Sundarraj | Árbitro(s): Balu Sundarraj |

| 20 de enero de 2001 | Chile            | 2:0 (1:0) | Islandia | Salt Lake Stadium, Calcuta  |                             |
| 18:30               | González 37' 50' | Reporte   |          | Árbitro(s): Hassan Marshoud | Árbitro(s): Hassan Marshoud |

| 21 de enero de 2001 | Jordania | 0:4 (0:1) | Japón                                             | Salt Lake Stadium, Calcuta    |                               |
| 17:00               |          | Reporte   | Fujita 31' · Ota 54' · Yoshimura 58' · Sekine 67' | Árbitro(s): Binod Kumar Singh | Árbitro(s): Binod Kumar Singh |

### Semifinales
| 22 de enero de 2001 | Bosnia y Herzegovina | 1:0 (0:0) | Chile | Salt Lake Stadium, Calcuta  |                             |
| 17:00               | Muharemović 75'      | Reporte   |       | Árbitro(s): Rungkly Mangkol | Árbitro(s): Rungkly Mangkol |

| 23 de enero de 2001 | RF de Yugoslavia | 1:0 (1:0) | Japón | Salt Lake Stadium, Calcuta |                          |
| 17:00               | Duljaj 5'        | Reporte   |       | Árbitro(s): S. Salerajan   | Árbitro(s): S. Salerajan |

### Tercer puesto
| 25 de enero de 2001 | Chile | Walkover | Japón | Salt Lake Stadium, Calcuta |  |
| 15:00 |       |          |       |                            |  |
| Chile abandonó el partido antes de jugar en protesta por las malas condiciones de hospedaje y desacuerdos monetarios con la organización del torneo. Ambas selecciones se repartieron el premio por el tercer lugar en partes iguales. |       |          |       |                            |  |

### Final
| 25 de enero de 2001 | Bosnia y Herzegovina | 0:2 (0:2) | RF de Yugoslavia           | Salt Lake Stadium, Calcuta                                  |                                                             |
| 17:00               |                      | Reporte   | Duljaj 6' · Bogdanović 45' | Asistencia: 40 000 espectadores Árbitro(s): Rungkly Mangkol | Asistencia: 40 000 espectadores Árbitro(s): Rungkly Mangkol |